# Autostrada A13 (Luksemburg)
Autostrada A13 (luks. Autobunn A13, nazywana także Collectrice du Sud i Saarautobunn) – autostrada w Luksemburgu.
A13 jest jedyną autostradą kraju, która nie dobiega do miasta Luksemburg. Przebiega przez południową część kraju łącząc położone w pobliżu belgijskiej granicy Pétange z Schengen na granicy niemieckiej.